# Quincke-Ödem
Das Angioödem, auch bekannt unter den älteren Bezeichnungen Quincke-Ödem (nach Heinrich Irenaeus Quincke) und angioneurotisches Ödem, ist eine sich rasch entwickelnde, schmerzlose, selten juckende Schwellung (Ödem) von Haut, Schleimhaut und der angrenzenden Gewebe, die auf einer plötzlichen Erhöhung der Permeabilität der Gefäßwände beruht. Es kann Stunden bis Tage anhalten. Von der Urtikaria unterscheidet es sich durch die Beteiligung auch tiefer Gewebe und der Darmwand. Fast immer handelt es sich um eine allergische Reaktion oder die Nebenwirkung von Medikamenten, beispielsweise von ACE-Hemmern. Etwa 6 % der Erkrankungen sind erblich und beruhen auf einem Mangel an dem Blutprotein C1-Esterase-Inhibitor. Diese Form wird als hereditäres Angioödem (HAE) oder (veraltet) „hereditäres angioneurotisches Ödem“ (HANE) bezeichnet. Spontanes Auftreten eines Angioödems und Fortschreiten desselben sind oftmals Anzeichen einer Anaphylaxie, die als medizinischer Notfall sofort behandelt werden muss, da eine Obstruktion des Atemtrakts und Ersticken auftreten können, die unbehandelt rasch zum Tod führen.

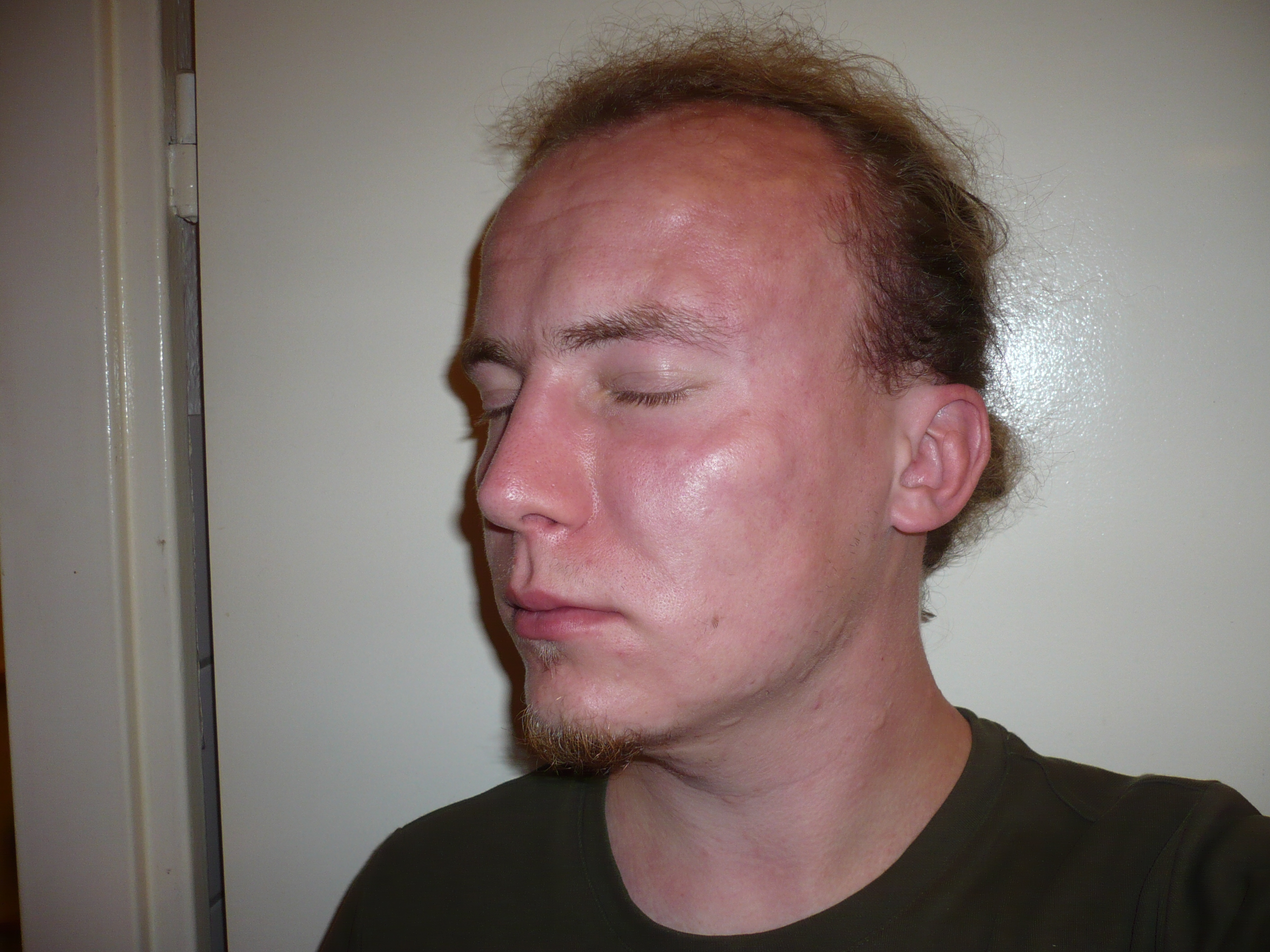
Charakteristische Schwellungen im Gesicht bei einem Angioödem

## Symptome und Beschwerden
Innerhalb von Minuten entsteht eine Schwellung vorwiegend an Augenlidern, Lippen, Kinn, Wangen, Zunge oder Genitalien. Allergische Formen sind meist mit Urtikaria (Nesselsucht) vergesellschaftet. Bei Beteiligung der Luftwege, insbesondere der Stimmritze, tritt eine lebensbedrohliche Atemnot auf, die eine sofortige Behandlung erfordert. Beim hereditären Angioödem kann es auch zu Episoden mit intestinalem Ödem kommen, welches sich in Bauchschmerzen, Erbrechen und Durchfall äußert.

## Diagnose
Die Diagnose ist oft klinisch durch Augenschein möglich. Es bestehen oft typische Schwellungen im Gesicht, Mundraum und Genitalien. Gegebenenfalls können die Blutwerte für C1-Inhibitor und ein Mangel an den Komplementfaktoren C2 und C4 auf das Vorliegen eines HAE hinweisen. Die weitere Diagnostik kann den im Falle der Urtikaria empfohlenen Maßnahmen ähnlich sein.

## Pathophysiologie
Der abschließende gemeinsame Weg zur Entwicklung eines Angioödems ist vermutlich die Aktivierung des Bradykininwegs. Dieses Peptid ist ein potenter Vasodilatator, der zu einer raschen Flüssigkeitsansammlung im Interstitium führt. Dies tritt am deutlichsten im Gesicht zutage, wo die Haut über verhältnismäßig wenig stützendes Bindegewebe verfügt und sich ein Ödem leicht entwickeln kann. Bradykinin wird von verschiedenen Zelltypen als Reaktion auf zahlreiche unterschiedliche Reize freigesetzt; es ist auch ein Schmerzmediator. Verschiedene Mechanismen, die die Bildung oder den Abbau von Bradykinin störend beeinflussen, können zum Angioödem führen. ACE-Hemmer blockieren die Funktion der Kininase II, des Enzyms, das Bradykinin abbaut. Beim hereditären Angioödem wird die Bildung von Bradykinin über eine kontinuierliche Aktivierung des Komplementsystems auf Grund eines Mangels eines seiner hauptsächlichen Inhibitoren, C1-Esterase-Inhibitor (C1-INH), sowie durch die kontinuierliche Produktion von Kallikrein, einem anderen durch C1-INH gehemmten Prozess, verursacht. Dieser Serinproteasehemmer (Serpin) hemmt normalerweise die Umwandlung von C1 zu C1r und C1s, die – wiederum – andere Proteine des Komplementsystems aktivieren. Außerdem hemmt er verschiedene Proteine der Gerinnungskaskade, obgleich die Auswirkungen seines Mangels auf die Entwicklung von Hämorrhagie und Thrombose begrenzt zu sein scheinen.
Es gibt drei Arten des hereditären Angioödems:
- Typ 1 – verminderte Spiegel von C1-INH (85 %);
- Typ 2 – normale Spiegel, jedoch beeinträchtigte Funktion von C1-INH (15 %);
- Typ 3 – keine nachweisbare Anomalie von C1-INH, tritt als dominant vererbte Störung auf und betrifft hauptsächlich Frauen; sie kann durch eine Schwangerschaft und die Anwendung von oralen Kontrazeptiva  verschlimmert werden (ursprünglich von Bork et al im Jahr 2000 beschrieben; die genaue Häufigkeit ist ungewiss). Ursache sind Mutationen im F12-Gen, das für den Hageman-Faktor codiert.[1]

Ein Angioödem kann auf einer Antikörperbildung gegen C1-INH beruhen; dies ist eine Autoimmunerkrankung. Dieses erworbene Angioödem ist mit der Entwicklung eines Lymphoms verbunden.

## Therapie
An erster Stelle der Therapie steht, das auslösende Agens zu vermeiden. Dafür kommen sowohl Medikamente, Nahrungsmittel als auch physikalische Reize in Frage. Prinzipiell sollte das Angioödem sich innerhalb von Stunden bis Tagen vollkommen ohne Rückstände zurückbilden. Vor allem bei schweren Verlaufsformen mit Beteiligung der oberen Atemwege handelt es sich aber um ein lebensbedrohliches Krankheitsbild, das sofort behandelt werden muss.
Glukokortikoide und antiallergene Therapie. Bei Befall der Luftwege werden Glukokortikoide (Kortison-ähnliche Stoffe) und Antiallergika intravenös verabreicht oder in flüssiger Form eingenommen; in schweren Fällen ist eine endotracheale Intubation erforderlich, um die Atmung sicherstellen zu können. Für Patienten mit schwerwiegenden allergischen Reaktionen der Atemwege in der Vergangenheit stehen im Notfall zudem Adrenalin-Fertigspritzen zur Verfügung, die von dem Betroffenen nach einer Allergenexposition mit beginnender Symptomatik selbst intramuskulär appliziert werden können. Ansonsten erfolgt die Behandlung wie bei der Nesselsucht.
Histamin oder Bradykinin. Die Therapie unterscheidet sich grundsätzlich zwischen der Histamin-induzierten Urtikaria und den Bradykinin-induzierten Angioödemen. Während für die allergisch bedingten Ödeme Antihistaminika und Cortison zur Verfügung stehen, zeigen diese Medikamente bei den Bradykinin-induzierten Angioödemen keine oder allenfalls nur geringe Wirkung.
Bradykinin. Bradykinin kann durch genetisch bedingte vermehrte Bradykinin-Bildung wie bei hereditären Angioödemen (HAE) mit C1-Esterase-Inhibitor-Mangel und durch Abbaustörungen (z. B. infolge ACE-Hemmer (ACEH)) ansteigen.
Der C1-Esterase-Inhibitor hemmt in seiner Funktion die Bildung des Bradykinins und Patienten mit entsprechendem C1-INH-Mangel (Typ 1, 85 %) oder C1-INH-Funktionsstörung (Typ 2, 15 %) erleiden ihr gesamtes Leben lang rezidivierende Angioödeme, die an der Haut und den Schleimhäuten (Kopf-Hals, Abdomen) auftreten können (Prävalenz 1:10000-1:50000).
Abdominelle Angioödeme treten z. T. mit Übelkeit und Erbrechen auf. Manifestationen der oberen Atemwege (Zunge, Pharynx, Kehlkopf) führen zu Dyspnoe, Heiserkeit, Schluckstörung bis hin im Einzelfall zum Erstickungstod. Bradykinin-induzierte Angioödeme gehen typischerweise ohne juckende Urtikaria einher. Die Therapie unterscheidet sich grundlegend von anderen Ödemen, die oftmals histaminerg sind. Entscheidend ist die fehlende oder nur geringe Wirksamkeit von Cortison oder Antihistaminika. Während HAE-Patienten bislang im akuten Anfall i. v. C1-INH-Konzentrate (humanes Blutplasmaprodukt) erhielten, existierte für ACEH-induzierte Angioödeme bislang keine spezifisch wirksame Pharmakotherapie.
Mit dem Peptidomimetikum Icatibant steht seit 2008 eine Akuttherapie mit neuem Therapieansatz zur Verfügung: Der Wirkstoff blockiert den Bradykininrezeptor B2 und verhindert so die Ödembildung bei allen Arten von HAE-Attacken durch Blockierung der Kaskade direkt am Anfang.
Therapie des C1-INH-Mangels. Bei C1-INH-Mangel sind sowohl Glukokortikoide wie auch Antihistaminika wirkungslos. Kurzzeitig zeigt Adrenalin durch die vasokonstriktive Wirkung eine abschwellende Wirkung. Eine effektive Therapie ist aber nur durch C1-INH-Ersatz möglich. Zur Verfügung stehen C1-INH-Präparate aus Humanplasma (Handelsnamen Berinert, Cinryze) oder rekombinant hergestellt als Conestat alfa (Handelsname Ruconest). Falls nicht vorhanden, kann im Notfall auch frisch eingefrorenes Blutplasma (fresh frozen plasma, FFP) verwendet werden. Des Weiteren werden auch anabol wirkende Androgene wie Danazol und Stanozolol in der Langzeittherapie verwendet. Sie erhöhen die Synthese von C1-Esterase-Inhibitor in der Leber, können aber erhebliche Nebenwirkungen haben.

## Differentialdiagnose
Die meist im frühen Kindesalter auftretende erythropoetische Protoporphyrie geht nach Sonnenexposition mit starken Schwellungen einher. Häufig wird die Fehldiagnose einer allergischen Reaktion mit Ausbildung eines Angioödems gestellt.

## Geschichte
Heinrich Quincke beschrieb erstmals das klinische Bild des nach ihm benannten Angioödems 1882 (hatte aber einen Vorläufer in Marcello Donati). William Osler bemerkte 1888, dass einige Fälle eine hereditäre (erbliche) Grundlage haben können. Er prägte den Begriff hereditäres angioneurotisches Ödem.

### Leitlinien
- S1-Leitlinie Hereditäres Angioödem durch C1-Inhibitor-Mangel der Deutschen Gesellschaft für Allergologie und klinische Immunologie (DGAKI). In: AWMF online (Stand 2011)

### Sonstiges
- K. Bork, S. E. Barnstedt, P. Koch, H. Traupe: Hereditary angioedema with normal C1-inhibitor activity in women. In: Lancet. Band 356, Nummer 9225, Juli 2000, S. 213–217, ISSN 0140-6736. doi:10.1016/S0140-6736(00)02483-1. PMID 10963200.
- A. T. Waytes, F. S. Rosen, M. M. Frank: Treatment of hereditary angioedema with a vapor-heated C1 inhibitor concentrate. In: The New England Journal of Medicine. Band 334, Nummer 25, Juni 1996, S. 1630–1634, ISSN 0028-4793. doi:10.1056/NEJM199606203342503. PMID 8628358.
- W. Osler: Landmark publication from The American Journal of the Medical Sciences: Hereditary angio-neurotic oedema. 1888. In: The American journal of the medical sciences. Band 339, Nummer 2, Februar 2010, S. 175–178, ISSN 1538-2990. doi:10.1097/MAJ.0b013e3181b2803f. PMID 20145434.
- H. Quincke: Concerning the acute localized oedema of the skin. In: Monatsh Prakt Derm. 1882; 1, S. 129–131.